# Macedo (Guarulhos)
Macedo é um bairro de Guarulhos, no estado de São Paulo.
O Macedo é localizado na região oeste do município de Guarulhos, fazendo parte do centro expandido do município. O Macedo conta uma estrutura urbana já consolidada, sendo que, por ser cortado por importantes avenidas, como a Paulo Faccini, Tiradentes e Monteiro Lobato, conta com ampla estrutura comercial e de serviços, como o "Mercado Car", "Komblue Beer Truck", "Boteco Asinha", "Arabian pizzaria", entre outros.